# Roger Rabbit shorts
The Roger Rabbit shorts är tre kortfilmer från 1989 som är tre uppföljare till 1988 Vem satte dit Roger Rabbit?. Avsnitten bestod av Tummy Trouble, Roller Coaster Rabbit och Trail Mix-Up. Hunden Droopy från MGM och Jessica Rabbit dök också upp på alla tre avsnitten. Filmerna finns också med på filmens DVD.
De tre episoderna är:
- Tummy Trouble
- Roller Coaster Rabbit
- Trail Mix-up

## Rollista
- Roger Rabbit - Charles Fleischer
- Jessica Rabbit - Kathleen Turner
- Baby Herman - Lou Hirsch
- Droopy - Richard Williams (Tummy Trouble) Corey Burton (Roller Caster Rabbit och Trail Mix-up)